# Unnützes Hin- und Herfahren
Bei unnützem Hin- und Herfahren (Deutschland), Straßenzüge mehrmals hintereinander befahren (Österreich) beziehungsweise fortgesetztem unnötigen Herumfahren in Ortschaften (Schweiz) handelt es sich je nach Staat und Vergehen um Ordnungswidrigkeiten oder Straftatbestände.

## Deutschland
Unnützes Hin- und Herfahren ist in Deutschland eine Ordnungswidrigkeit nach § 30 Abs. 1 Satz 3 StVO. Der Tatbestand ist erfüllt, wenn man ohne Notwendigkeit innerhalb einer geschlossenen Ortschaft eine Strecke mehrmals abfährt und andere dadurch belästigt werden. Dies kann beispielsweise bei der Cruisen genannten Freizeitbeschäftigung der Fall sein, bei der man mit einem Fahrzeug langsam an von vielen Passanten frequentierten Orten entlangfährt. Die Nachweisbarkeit gestaltet sich in der Realität durchaus schwierig.
Das Gesetz gegen das „nicht zum Erreichen eines Verkehrsziels“ dienende Herumfahren wurde in der Bundesrepublik Deutschland 1956 zusammen mit anderen Maßnahmen vor dem Hintergrund der so genannten Halbstarkenproblematik erlassen, die die damalige westdeutsche Gesellschaft aufrüttelte, und richtete sich in erster Linie gegen Mofas und Motorräder, damals ein unter jungen Leuten beliebtes Freizeitfortbewegungsmittel.
In der Literatur wird die Meinung vertreten, dass die Vorschrift nicht durch § 6 StVG gedeckt sei und gegen den Bestimmtheitsgrundsatz des Art. 103 Abs. 2 GG verstoße, außerdem verletze sie das Prinzip der Verkehrsfreiheit und des erlaubten Gemeingebrauchs, da der Sinn des Straßenverkehrs, auch bei Spazierfahrten, ausschließlich die Fortbewegung von Personen und Sachen sei und diese somit in keinem Fall als „unnütz“ bezeichnet werden könne. Im Gegensatz zur herrschenden Rechtsprechung, die keine verfassungsrechtlichen Bedenken gegenüber § 30 Abs. 1 Satz 3 StVO hat, sah das Amtsgericht Cochem 1986 in der Vorschrift auch eine Verletzung der allgemeinen Handlungsfreiheit (Art. 2 Abs. 1 GG).
Obwohl die Vorschrift nicht von „Kraftfahrzeugen“, sondern „Fahrzeugen“ spricht und somit de jure auch auf Nicht-Kraftfahrzeuge (wie etwa Fahrräder und Pferdefuhrwerke) anwendbar ist, können laut Peter Hentschel Fahrradfahrer allein aus § 30 Abs. 1 StVO nicht daran gehindert werden, beispielsweise ständig einen Häuserblock zu umkreisen.

## Österreich
In Österreich ist seit 2022 in § 7 Abs. 6 StVo folgendes geregelt: „Mit Kraftfahrzeugen ist es verboten, dieselbe Straße oder dieselben Straßenzüge innerhalb eines örtlichen Bereiches ohne zwingenden Grund mehrmals hintereinander zu befahren oder den Motor am Stand länger als unbedingt notwendig laufen zu lassen.“

## Schweiz
Der Artikel 33 der Schweizer Verkehrsregelnverordnung stellt «Fortgesetztes unnötiges Herumfahren in Ortschaften, namentlich in Wohn- und Erholungsgebieten sowie nachts» unter Strafe; dies ist seit 1962 geregelt.

## USA
In einigen Städten in den USA gibt es Gesetze, welche das unnötige Befahren der Hauptstraße (häufiger als dreimal innerhalb von zwei Stunden in den Abendstunden) verbieten.